# Fédération de football d'Allemagne du Nord
La Fédération de football d'Allemagne du Nord (NFV, allemand : Norddeutscher Fußball-Verband) est une fédération régionale de football membre de la DFB.
La NFV couvre le territoire de la Basse-Saxe, du Schleswig-Holstein et des Villes libres de Brême et de Hambourg.

## Histoire

### Norddeutscher Spiel-Verband

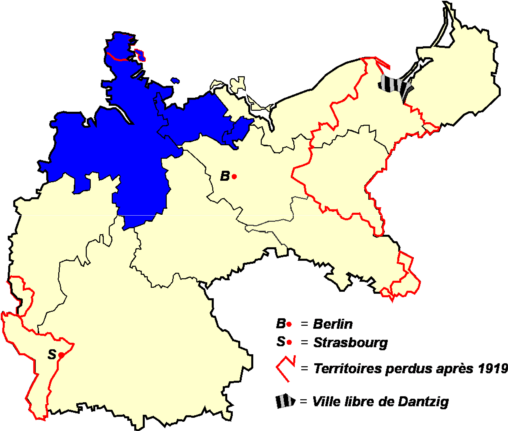
Territoires couverts par la NSV jusqu'en 1933

La NFV fut fondée le 15 avril 1905, sous le nom de Norddeutscher Spiel-Verband (NSV) par la fusion de fédérations locales ou régionales existantes au préalable:
- Hamburg-Altona Fussball Bund (HAFB) (9 clubs)
- Verband Bremen Fussball Vereine (VBFV) (9 clubs)
- Verband Hannoverscher Ballspiel-Vereine (VHBV) (9 clubs),
- Fussballbund für das Herzogtum Braunschweig (5 clubs),
- Kieler Fussball Bund (3 clubs)
- Mecklenburgischer Fußball-Bund (3 clubs).

Le jour de la création, des clubs étaient aussi présents individuellement:
- FC Bremerhaven-Lehe
Geestemünder SC
Lüneburger FC
Britannia Hildesheim
FC Oldenburg
Lübecker BC

En 1927, la NFV fut renommée Norddeutscher Sport-Verband (NSV).

#### Présidents de la NSV jusque 1933
1905-1907 Heinrich Thran (Hambourg)
1907-1909 Hugo E. Kubaseck (Hambourg)
1909-1914 Paul Koretz (Hambourg)
1914-1924 August Bosse (Hambourg)
1924-1928 Henry Barrelet (Hambourg)
1928-1929 Georg P. Blaschke (Kiel)
1929-1933 Dr. Günther Riebow (Aumühle)

Lors de sa création, la NSV ne concerna pas les clubs de la partie Nord du Schleswig, considérés comme Danois. Ces cercles s'étaient regroupés dans la Nordslesvig Fælles-Idrætsforening. En 1911, ils demandèrent à rejoindre la NSV mais cela leur fut refusé.
En 1927, la Norddeutscher Spiel-Verband fut renommée en Norddeutscher Sport-Verband (NSV).

#### Championnat d'Allemagne du Nord
De 1906 à 1933, la NFV organisa son propre championnat. Le Champion d'Allemagne du Nord participa au tour final national (à partir de 1925 en football, le vice-champion fut aussi qualifié).

#### Dissolution en 1933
Après l'arrivée au pouvoir des Nazis, en 1933, l'Allemagne sombra dans la dictature. Le régime hitlérien désireux d'employer la thématique sportivre comme moyen de propagande et de contrôle de la population, décréta le Gleichschaltung ("uniformisation"). Le football tomba dans les attributions du "Reichs-Fachamt Fussball" du DRL/NSRL qui remplaça la DFB - Celle-ci exista encore jusqu'en 1940 mais fut réduite au rang de faire-valoir. Comme les autres fédérations régionales, la Norddeutscher Sport-Verband (NSV) fut dissoute.
Le territoire de tout le pays fut partagé en 16 Sportgaue (basées sur les "Gaue" administratives instaurées par les Nazis) Chaque "Gau" fut partagée en "Bezirk", elles-mêmes divisées en "Kreis". La plus haute division reçut le nom de Gauliga. Comme les gaue nazies étaient basées sur les zones d'influence des différents groupes régionaux du NSDAP et pas le découpage administratif de la désormais ancienne République de Weimar, les clubs de la NSV formèrent d'abord la Gauliga Nordmark, laquelle fut par la suite scindée en ligues distinctes.

### Palmarès du Championnat d'Allemagne du Nord
| - 1906 : SC Victoria Hamburg - 1907 : SC Victoria Hamburg - 1908 : Eintracht Braunschweig - 1909 : FC Altona 93 - 1910 : FV Holstein 1902 1 - 1911 : FV Holstein 1902 - 1912 : FV Holstein 1902 - 1913 : Eintracht Braunschweig - 1914 : FC Altona 93 | - 1917 : Borussia Harburg - 1919 : KV Victoria/88 Hamburg 2 - 1920 : SV Arminia Hannover - 1921 : Hamburger SV - 1922 : Hamburger SV - 1923 : Hamburger SV - 1924 : Hamburger SV - 1925 : Hamburger SV - 1926 : Kieler SV Holstein 1900 | - 1927 : Kieler SV Holstein 1900 - 1928 : Hamburger SV - 1929 : Hamburger SV - 1930 : Kieler SV Holstein 1900 - 1931 : Hamburger SV - 1932 : Hamburger SV - 1933 : Hamburger SV |

- 1 En 1917, FV Holstein 1902 fusionna avec le 1. Kieler FC 1900 pour former le Kieler SV Holstein 1900.
- 2 La KV Victoria/88 Hamburg est la Kriegsvereinigung (association de guerre) qui unit le SC Victoria Hambourg et le Hamburger SV 1888 du 27 juillet 1918 au 1er juillet 1919.
- En 1915, 1916 et 1918, le Championnat d'Allemagne du Nord ne fut pas organisé en raison de l'évolution de la Première Guerre mondiale.

### Norddeutscher Fussball Verband
Le 4 décembre 1948, la Norddeutscher Fussball Verband (NFV) fut officiellement reconstituée.

## Ligues

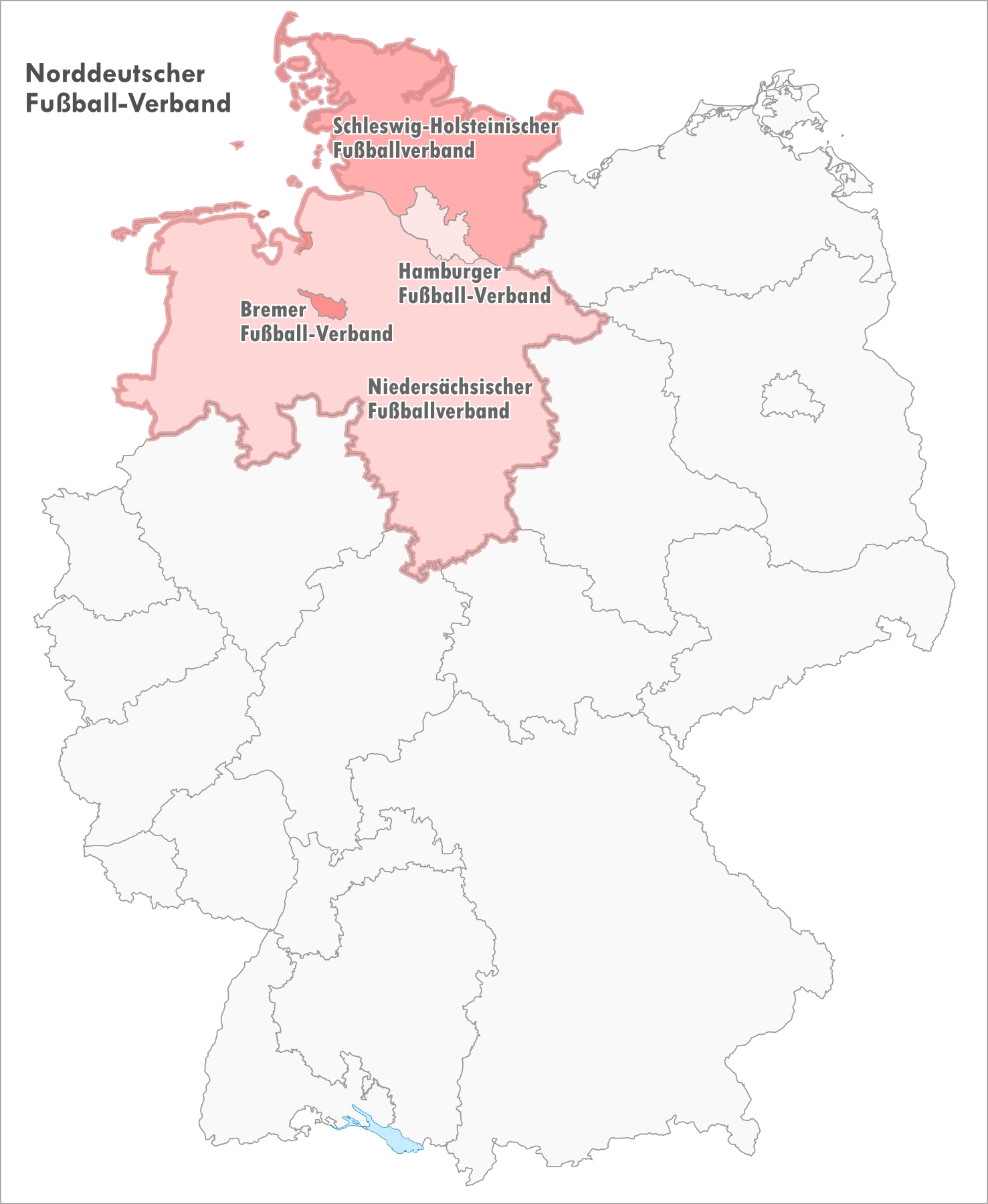
Territoires couverts par la NFV

Depuis 2008, la NFV n'organise plus de championnat de niveau 5 unifié, entre la Regionalliga Nord et les Landesligen. À la place se déroulent cinq ligues suivies d'un tour final en fin de saison. Il s'agit de la Bremen-Liga, la Schleswig-Holstein-Liga ainsi que les Oberligen Hamburg, Niedersachsen-West et Niedersachsen-Ost. L'Oberliga Niedersachsen passe à un groupe unique en 2012, et la Schleswig-Holstein-Liga est renommée Oberliga Schleswig-Holstein en 2017.

## Clubs phares
Parmi les clubs les plus réputés et les plus titrés de la NFV, citons:
- Hamburger SV
- SV Werder Bremen
- VfL Wolfsburg
- Hannover SV 96
- FC St-Pauli
- Braunschweiger TSV Eintracht
- Kieler SV Holstein

## Présidences de la NFV depuis 1948
- 1948-1953 Heino Gerstenberg (Hambourg)
- 1953-1962 Hermann Gösmann (Osnabrück)
- 1962-1975 Ernst Hornbostel (Oldenburg)
- 1975-1989 August Wenzel (Einbeck)
- 1989-2006 Engelbert Nelle (Hildesheim)
- 2006-2009 Dieter Jerzewski (Brême)
- depuis 2009 Eugen Gehlenborg (Garrel)

## Organisation-mère
La NFV chapeaute quatre autres fédérations régionales ou locales:
- Niedersächsischer Fußballverband (NFV)
- Bremer Fußball-Verband (BFV)
- Hamburger Fußball-Verband (HFV)
- Schleswig-Holsteinischer Fußball-Verband (SHFV)

Logo de la NFV (Basse-Saxe)
Logo de la BFV
Logo de la HFV
Logo de la SHFV

### Les autres fédérations régionales
- Fédération ouest-allemande de football
- Fédération régionale de football du Sud-Ouest de l'Allemagne
- Fédération de football d'Allemagne du Sud
- Fédération de football d'Allemagne du Nord-Est